# Владычино (Рязанская область)
Владычино — деревня в Клепиковском районе Рязанской области. Входит в состав Болоньского сельского поселения.

## География
Находится в северной части Рязанской области на расстоянии приблизительно 8 км на запад-юго-запад по прямой от районного центра города Спас-Клепики на левом берегу реки Пра.

## История
В 1859 году здесь (тогда деревня Рязанского уезда Рязанской губернии) было учтено 17 дворов, в 1897 — 38.

## Население
Численность населения: 166 человек (1859 год), 274 (1897), 8 в 2002 году (русские 100 %), 3 в 2010.